# Batalla de Las Cumbres
La batalla de Las Cumbres (francés: Bataille de Las Cumbres) tuvo lugar el 28 de abril de 1862 durante la Segunda Intervención Francesa en México en las Cumbres de Acultzingo, entre el ejército mexicano y el expedicionario francés. El combate se lleva a cabo en virtud de que los franceses, careciendo ya del apoyo que podrían tener de España e Inglaterra, miembros de la Triple Alianza, pues sus contingentes ya se habían retirado ante la hábil diplomacia mexicana, decidieron emprender la ocupación de México y no limitarse a la costa del golfo.

## Preliminares
Al comenzar el avance francés, su jefe se encuentra con que el camino hacia el interior se hallaba bloqueado por montañas difícilmente superables para el ejército, a excepción de un paso de montaña conocido como las Cumbres de Acultzingo. En vista de lo cual y analizando la situación táctica, el general mexicano Ignacio Zaragoza decide estorbarle al invasor y defender el acceso al altiplano, agrupando a 4000 soldados y tres baterías de montaña, aprovechando el combate que presentaría para foguear a sus soldados, muchos faltos de experiencia pues eran solo reclutas que se habían dado de alta apresuradamente ante el prospecto de una invasión extranjera. La fuerza invasora francesa estaba compuesta por 6000 soldados expedicionarios comandados por el general Charles Ferdinand Latrille, Conde de Lorencez.

## El combate
Sólo se registraron escaramuzas aisladas por la mañana del día 28, siendo bloqueados los franceses sobre el camino principal hasta la tarde, trataron forzar el paso enviando zuavos e infantería a través de senderos de montaña para tratar de tomar por asalto las baterías mexicanas. El general José María Arteaga logra batir una columna de franceses y penetrar hasta las reservas francesas pero cae herido por la artillería enemiga, siendo posteriormente condecorado por el presidente Juárez en Puebla como Héroe de Acultzingo. Zaragoza comprendía que el paso de montaña estaba perdido desde el principio del combate, por lo que ordenó un repliegue ordenado al caer la noche; sin embargo, nunca fue su propósito bloquear en toda forma la posición, sino causarle la mayor cantidad de bajas posibles a los franceses antes de presentarle formal resistencia al invasor en la ciudad de Puebla, como lo efectuó el cinco de mayo siguiente.

## Resultado
En este combate los franceses perdieron 34 hombres, mientras que los mexicanos alrededor de 70. Los franceses prosiguieron con su avance hacia el interior de México, pues lograron destruir las baterías mexicanas. Aunque el resultado de esta batalla conservó la arrogancia del mando francés, el general Conde de Lorencez debió comprender por la tenacidad mostrada por los mexicanos en el combate, que no le sería fácil a Francia la campaña que emprendía, como los sucesos de la batalla de Puebla le demostraron, siendo derrotado el cinco de mayo de 1862.